# Fadhel Elouej
Fadhel Elouej (arabe : فاضل الوج), né le 10 janvier 1960 à Mahdia, est un homme d'affaires et homme politique tunisien.

## Biographie

### Formation
Après avoir effectué ses études primaires à Ghdhab (Mahdia), il rejoint le lycée de Ksour Essef, où il continue ses études secondaires.
Il rejoint ensuite l'université Pierre-et-Marie-Curie à Paris, où il obtient en 1983 un diplôme d'études approfondies.

### Carrière politique
Se déclarant destourien, Elouej rejoint l'Initiative destourienne démocratique en 2011 puis est élu constituant lors des élections de 2011 comme représentant de la circonscription de Mahdia.
Il rejoint par la suite les rangs du Parti destourien libre et c'est sous ses couleurs qu'il est élu député lors des élections législatives de 2019 dans la même circonscription.

### Vie privée
Il est marié et père de trois enfants. 